# Athena (catch)
 (juin 2021).
Pour les articles homonymes, voir Athena et Reese.
Adrienne Reese (née le 31 août 1988 à Saint Louis, Missouri) est une catcheuse américaine. Elle travaille à la All Elite Wrestling et la Ring of Honor, sous le nom d'Athena. Elle est l'actuelle championne du monde de la ROH.
Elle est aussi connue pour son travail à la World Wrestling Entertainment, de 2015 à 2021, sous le nom d'Ember Moon.
Elle est principalement connue pour son travail dans diverses fédérations du circuit indépendant nord américain sous le nom d'Athena notamment à la Shimmer Women Athletes et la Women Superstars Uncensored où elle remporte au sein de cette dernière le tournoi King and Queen of the Ring en 2013 avec AR Fox. En 2015, elle signe un contrat avec la WWE. Elle intègre d'abord NXT où elle remporte le championnat féminin de la NXT fin 2017. En avril 2018, elle rejoint Raw et le 16 avril 2019, rejoint SmackDown Live.

## Jeunesse
Reese étudie le commerce à Texas A&M University tout en faisant partie de l'équipe de football de l'université d'Eastfield (en) à Dallas. Une blessure au genou la contraint d'arrêter le football et perd sa bourse universitaire.

## Carrière de catcheuse

### Débuts et diverses fédérations (2007-2015)
Alors qu'elle travaille en tant qu'entraîneur sportif, elle décide d'entrer dans une école de catch. Son premier instructeur l'arnaque en partant avec son argent mais elle rencontre ensuite Skandor Akbar qui décide de lui apprendre les bases. Elle débute à la Professional Championship Wrestling au Texas le 10 novembre 2007 où sous le nom d'Athena elle perd avec Mace Malone un match par équipe mixte face à Claudia et Mike Foxx. Elle travaille à partir de 2009 la Pro Wrestling Alliance (PWA), une autre fédération du Texas, où elle s'entraîne auprès de Booker T et utilise Trouble comme nom de ring,.
Le 29 mai 2010, elle remporte son premier titre en devenant championne américaine joshi de l'Anarchy Championship Wrestling (ACW) au Texas sous le nom d'Athena au cours d'un spectacle de l'Insane Hardcore Wrestling Entertainment où elle bat la championne Rachel Summerlyn et Lillie Mae et garde cette ceinture jusqu'au 13 juin après sa défaite face à Summerlyn,. Le 9 octobre, elle devient championne de la PWA après sa victoire sur la championne Amanda Foxx et Lillie Mae et garde ce titre jusqu'en 2012 où la PWA le déclare vacant,,.
Le 26 juin 2011, elle se hisse en finale du tournoi Queen of Queens organisé par l'ACW en éliminant Angel Blue puis Amanda Fox et échoue face à Rachel Summerlyn. Elle devient une deuxième fois championne américaine joshi de l'ACW après sa victoire sur Lady Poison le 18 septembre.
Son règne de championne américaine joshi de l'ACW prend fin le 15 janvier 2012 quand Angel Blue remporte un match à élimination comprenant aussi Lillie Mae. Le 24 juin, elle remporte le tournoi Queen of Queens organisé par l'ACW en éliminant successivement Su Yung, Christina Von Eerie et Jessicka Havok.
Le 20 janvier 2013, elle bat Davey Vega et Shawn Vexx et devient championne Télévision de l'ACW ; elle garde ce titre jusqu'au tournoi Queen of Queens le 23 juin où Barbi Hayden l'élimine en demi-finale et obtient en plus de sa place en finale la ceinture,.
Le 29 mars 2014, elle devient championne féminine de l'Absolute Intense Wrestling en remportant un Falls Count Anywhere match face à Allysin Kay.

### Women Superstars Uncensored (2011-2015)
Athena perd son premier match à la Women Superstars Uncensored le 22 janvier 2011 face à Niya. Le 5 mars au cours du spectacle célébrant le 4e anniversaire de la fédération, elle remporte son match face à Leva Bates (en).
Le 3 mars 2012, elle se qualifie pour le premier tour de la J-Cup après sa victoire sur Leva Bates (en). Le 28 avril, elle atteint la finale de ce tournoi en éliminant Kimber Lee au premier tour et se retrouve sans adversaire en demi finale après le double décompte à l'extérieur dans le match opposant Alicia à Lexxus (en). Cependant, elle échoue en finale face à Brittney Savage (en).

### World Wrestling Entertainment (2015-2021)

#### Débuts àNXTet championne de laNXT(2015-2018)
Le 11 septembre 2015, elle signe officiellement avec la World Wrestling Entertainment.
Le 20 août 2016 à NXT TakeOver: Brooklyn II, elle fait ses débuts et dispute son premier match, dans la brand jaune, sous le nom d'Ember Moon, en battant Billie Kay.
Le 1er avril 2017 à NXT TakeOver: Orlando, elle ne remporte pas le titre féminin de la NXT, battue par Asuka.
Le 19 août à NXT TakeOver: Brooklyn III, elle ne remporte pas, une nouvelle fois, le titre féminin de la NXT, battue par la Japonaise par soumission.
Le 18 novembre à NXT TakeOver: WarGames, elle devient la nouvelle championne de la NXT en battant Kairi Sane, Nikki Cross et Peyton Royce dans un Fatal 4-Way match, remportant le titre pour la première fois de sa carrière et son premier titre personnel.
Le 27 janvier 2018 à NXT TakeOver: Philadelphia, elle conserve son titre en battant Shayna Baszler. À la fin du match, elle se fait attaquer par son adversaire. Le lendemain au Royal Rumble, elle entre dans le Royal Rumble féminin en 23e position, mais se fait éliminer par la future gagnante, Asuka.
Le 7 avril à NXT Takeover: New Orleans, elle perd face à sa même adversaire par soumission, ne conservant pas son titre et mettant fin à un règne de 140 jours.

#### Débuts àRawet blessure (2018-2019)
Le 9 avril à Raw, elle fait ses débuts, dans le show rouge, aux côtés de Nia Jax. Ensemble, les deux femmes battent Mickie James et Alexa Bliss. Le 17 juin à Money in the Bank, elle ne remporte pas la mallette, gagnée par Alexa Bliss.
Le 28 octobre à Evolution, elle ne remporte pas la Women's Battle Royal, éliminée en dernière position par Nia Jax.
Le 27 janvier 2019 au Royal Rumble, elle entre dans le Royal Rumble féminin en 6e position, mais se fait éliminer par Alexa Bliss, après 52 minutes de match. Blessée au coude, elle doit subir une opération chirurgicale et s'absenter pendant 2 mois.

#### Draft àSmackDown Live, diverses rivalités et blessure (2019)
Le 7 avril lors du pré-show à WrestleMania 35, elle fait son retour de blessure, après 2 mois d'absence, mais ne remporte pas la Women's Battle Royal, gagnée par Carmella. Le 16 avril à SmackDown Live, lors du Superstar Shake-Up, elle est annoncée être officiellement transférée au show bleu. Asuka, Kairi Sane, Bayley et elle battent les IIconics, Fire & Desire (Mandy Rose et Sonya Deville) dans un 8-Woman Tag Team Match. Le 19 mai à Money in the Bank, elle ne remporte pas la mallette, gagnée par Bayley.
Le 11 août à SummerSlam, elle ne remporte pas le titre féminin de SmackDown, battue par Bayley. Le 23 septembre, elle souffre d'une blessure au tendon d'Achille et doit s'absenter pendant une durée indéterminée.

#### Retour àNXT, championne par équipes avec Shotzi Blackheart et renvoi (2020-2021)
Le 4 octobre 2020 à NXT TakeOver: 31, elle fait son retour de blessure au show jaune, après 11 mois d'absence, arrive en moto et confronte Io Shirai qui vient de conserver sa ceinture contre Candice LeRae. Le 6 décembre à NXT TakeOver: WarGames, l'équipe Shotzi (Shotzi Blackheart, Io Shirai, Rhea Ripley et elle) perd face à celle de Candice (Candice LeRae, Dakota Kai, Raquel González et Toni Storm) dans son tout premier Women's WarGames match.
Le 14 février 2021 à NXT TakeOver: Vengeance Day, Shotzi et elle ne remportent le tournoi Dusty Rhodes Tag Team Classic, battues par Dakota Kai et Raquel González en finale. Le 10 mars à NXT, elles deviennent les nouvelles championnes par équipes de NXT en prenant leur revanche sur leurs mêmes adversaires et remportent les titres pour la première fois de leurs carrières.
Le 8 avril à NXT TakeOver: Stand & Deliver, elles conservent leurs titres en battant The Way (Candice LeRae et Indi Hartwell). Le 4 mai à NXT, elles ne conservent pas leurs ceintures, battues par leurs mêmes adversaires dans un Street Fight match revanche. Le 13 juin à NXT TakeOver: In Your House, elle ne remporte pas le titre féminin de NXT, battue par Raquel González.
Le 4 novembre, la WWE annonce son renvoi, ainsi que celui de B-Fab, Eva Marie, Franky Monet, Gran Metalik, Harry Smith, Jeet Rama, Jessi Kamea, Karrion Kross, Katrina Cortez, Keith Lee, Lince Dorado, Mia Yim, Nia Jax, Oney Lorcan, Scarlett Bordeaux, Trey Baxter et Zeyda Ramier.

### All Elite Wrestling (2022-...)
Le 29 mai 2022 à Double or Nothing, elle fait ses débuts à la All Elite Wrestling et se joint à Anna Jay et Kris Statlander, confrontées par Jade Cargill et ses Baddies après la victoire de la championne TBS sur la membre du Dark Order. Le soir même, elle signe officiellement avec la compagnie. Le 3 juin à Rampage, elle dispute son premier match et bat Kiera Hogan.
Le 4 septembre à All Out, elle ne remporte pas le titre TBS, battue par Jade Cargill.
Le 18 novembre à Rampage, elle bat Madison Rayne. Après le combat, elle effectue un Heel Turn, attaque Aubrey Edwards et son adversaire, mais se fait chasser du ring par Mercedes Martinez.
Le 1er octobre 2023 lors du pré-show à WrestleDream, Satoshi Kojima, Keith Lee, Billie Starkz et elle battent Shane Taylor, Lee Moriarty, Diamante et Mercedes Martinez dans un 8-Person Mixed Tag Team match.
Le 5 janvier 2025 lors du pré-show à Wrestle Dynasty, elle ne remporte pas la coupe Internationale féminine, battue par Momo Watanabe en finale dans un 4-Way match qui inclut également Persephone et Willow Nightingale, et ne devient pas aspirante no 1 à une ceinture de son choix.
Le 12 juillet à All In, elle remporte le Women's Casino Gauntlet match et un contrat qui lui permet d'avoir un match de championnat à tout moment.

### Ring of Honor (2022-...)
Le 10 décembre à Final Battle, elle fait ses débuts à la Ring of Honor, dispute son premier match, devient la nouvelle championne du monde en battant Mercedes Martinez et remporte le titre pour la première fois de sa carrière.
Le 31 mars 2023 à SuperCard of Honor, elle conserve son titre en battant Yuka Sakazaki.
Le 21 juillet à Death Before Dishonor, elle conserve son titre en battant Willow Nightingale.
Le 15 décembre à Final Battle, elle conserve son titre en battant Billie Starkz par soumission. Après le match, elle s'allie officiellement avec son adversaire.
Le 5 avril 2024 à Supercard of Honor, elle conserve son titre en battant Hikaru Shida. 
Le 26 juillet à Death Before Dishonor, elle conserve son titre en battant Queen Aminata.  
Le 20 décembre à Final Battle, elle conserve son titre en rebattant sa partenaire.
Le 5 janvier 2025 lors du pré-show à Wrestle Dynasty, elle ne remporte pas la coupe Internationale féminine, battue par Momo Watanabe en finale dans un 4-Way match qui inclut égaement Persephone et Willow Nightingale, et ne devient pas aspirante no 1 à une ceinture de son choix. 
Le 11 juillet à Supercard of Honor, elle conserve son titre en battant Thunder Rosa par soumission.

## Vie privée
Elle est en couple et mariée avec le catcheur Matthew Palmer depuis novembre 2018.

## Palmarès
- All Elite Wrestling
  - Casino Gauntlet match (2025)
- Anarchy Championship Wrestling (ACW)
  - 3 fois championne américaine joshi de l'ACW[64]
  - 1 fois championne télévision de l'ACW[65]
  - Tournoi Queen of Queens 2012[13]

- Absolute Intense Wrestling (AIW)
  - 2 fois championne féminine de l'AIW[66]

- Pro Wrestling Alliance (PWA)
  - 1 fois championne féminine de la PWA[67]

- Ring Of Honor
  - 1 fois ROH Women's World Championship

- Warrior Wrestling
  - 1 fois Warrior Wrestling Women's Championne (actuelle)
- Women Superstars Uncensored (WSU)
  - Tournoi Queen and King of the Ring 2013 avec AR Fox[68]
- World Wrestling Entertainment
  - 1 fois championne féminine de la NXT
  - 1 fois championne par équipes féminines de la NXT — avec Shotzi Blackheart

## Récompenses des magazines
- Pro Wrestling Illustrated

| Année | 2013 | 2014 | 2015 | 2016 | 2017 | 2018 | 2019 | 2020        | 2021 | 2022 | 2023 | 2024 |
| ----- | ---- | ---- | ---- | ---- | ---- | ---- | ---- | ----------- | ---- | ---- | ---- | ---- |
| Rang  | 25   | 23   | 24   | 37   | 18   | 21   | 27   | Non classée | 90   | 76   | 6    | 10   |